# 前500年代
| 千纪： | 前1千纪 |
| 世纪： | 前7世纪 \| 前6世纪 \| 前5世纪                                                                              |
| 年代： | 前530年代 \| 前520年代 \| 前510年代 \| 前500年代 \| 前490年代 \| 前480年代 \| 前470年代                    |
| 年份： | 前509年 \| 前508年 \| 前507年 \| 前506年 \| 前505年 \| 前504年 \| 前503年 \| 前502年 \| 前501年 \| 前500年 |

前500年代從前509年1月1日開始，於前500年12月31日結束。

## 大事记
- 前509年，魯昭公之弟魯定公嗣位。蔡昭侯赴楚朝覲。
- 前509年，羅馬王國內亂，改建為羅馬共和國，由貴族組元老院，另設公民會議。
- 前508年，桐國叛楚。 楚令尹囊瓦攻吳。
- 前507年春，邾莊公怒撞於床下，墜於火爐中，皮膚灼爛而死。子邾隱公嗣位。
- 前506年，吳、蔡、唐三國聯軍攻楚，五戰抵郢都，楚昭王奔鄖城、隨國。吳軍入郢都，伍子胥掘楚平王墓，鞭其屍三百。陳惠公卒，子陳懷公嗣位。杞悼公卒，子杞隱公嗣位。其弟殺杞隱公，為杞僖公。曹隱公為侄曹靖公所殺。
- 前505年，越攻吳。楚大夫申包胥引秦軍救楚，吳王阖闾弟夫概叛，返國稱王，吳軍離开楚国。夫概降楚，楚昭王還逞都。周敬王遣人赴楚，刺殺王子朝。
- 前504年，鄭乘楚敗，攻灭許國。楚自郢都遷都鄀城。
- 前502年，魯大夫陽虎欲除三桓，兵敗出奔。陳懷公赴吳朝覲，在吳国去世，子陳湣公嗣位。 曹靖公卒，子曹伯陽嗣位。
- 前501年，魯大夫陽虎奔晉，投靠趙鞅。鄭大夫鄧析著刑法，刻之於竹簡，稱竹刑。執政駟歂殺鄧析，而用其竹刑。鄭獻公卒，子鄭聲公嗣位。秦哀公卒，孫秦惠公嗣位。魯三桓任用孔丘為中都宰。